# Фортунатов, Алексей Фёдорович (агроном)
Алексе́й Фёдорович Фортуна́тов (7 [19] августа 1856, Петрозаводск, Олонецкая губерния — 13 апреля 1925, Москва) — русский экономист, экономикогеограф, агроном и статистик. Брат С. Ф. Фортунатова и Ф. Ф. Фортунатова. Дед Ю. А. Фортунатова.

## Биография
Родился 7 (19) августа 1856 года в Петрозаводске. Его дед: учитель Н. П. Фортунатов, — автор описания Вологодской губернии; отец Ф. Н. Фортунатов был директором училищ Олонецкой губернии и Олонецкой гимназии в Петрозаводске.
В 1874 году он с золотой медалью окончил 2-ю Московскую гимназию. Затем учился в Московском университете — на историко-филологическом (1874—1875) и медицинском (1875—1876) факультетах, затем в Петербургской медико-хирургической академии (1876—1879). С 1879 года учился в Петровской сельскохозяйственной академии, окончив которую в 1881 году, возобновил занятия на медицинском факультете Московского университета, который окончил в 1882 году. В 1883 году сдал при Петровской академии магистерские экзамены и стал преподавать в ней; с 1884 года — профессор сельскохозяйственной энциклопедии и сельхозстатистики. Лекции в Петровской академии он читал до её закрытия в 1894 году. В 1893 году, после защиты диссертации на тему «Урожаи ржи в Европейской России», он получил степень магистра. Эта работа была выполнена вскоре после недорода и голода 1891 года. В ней впервые был обобщён громадный материал по движению урожаев ржи за столетие и по их географии. Особым разделом работы стал анализ связи урожаев ржи с различными природными и общественными условиями сельского хозяйства и с его техникой. Этот труд был высоко оценен и Русским географическим обществом; оно наградило Фортунатова большой золотой медалью.
В 1894—1899 годах был профессором Новоалександрийского института (по кафедре статистики общей, сельскохозяйственной и лесной). С 1899 года состоял профессором Киевского политехнического института на отделении сельского хозяйства по кафедре сельскохозяйственной экономии и статистики.
В 1902 году возвратился в Москву и с этого времени до своей смерти был профессором Московского сельскохозяйственного института (институт был открыт вместо и на базе Петровской академии), заведовал кафедрой сельско-хозяйственной экономии. Кроме этого, он преподавал в Московском коммерческом институте, в университете имени Шанявского, на Высших женских (Голицынских) сельскохозяйственных курсах и в Высшем техническом училище. Был учителем А. В. Чаянова, многих других экономистов-аграрников, занимавшихся проблемами организации сельского хозяйства.
Практически статистикой Фортунатов А. Ф. занимался при земских исследованиях в Московской, Самарской и Тамбовской губерниях; результаты этих работ вошли в статистические сборники названных земств; отдельно вышло описание частновладельческих хозяйств Бугурусланского уезда (1886).
А. Ф. Фортунатов принимал деятельное участие в съездах и совещаниях русских статистиков и агрономов, в конгрессе Международного статистического института в Санкт-Петербурге (в 1897 г.) и др.
Как лекции Алексея Федоровича Фортунатова, так и его печатные труды отличаются богатством фактического материала, объективностью, ясностью и сжатостью изложения.
Многочисленные статьи А. Ф. Фортунатова по теории и отдельным вопросам статистики, преимущественно — русской сельскохозяйственной и земской, помещены в различных органах общей и специальной прессы (в «Русской мысли», «Русских ведомостях», «Трудах вольного экономического общества» и др.). Некоторые из статей А. Ф. Фортунатова переведены на итальянский и немецкий языки.
Фортунатов принимал непосредственное участие в статистических переписях земств Московской (1881), Самарской (1883—1886) и Тамбовской (1887) губерний.
Фортунатову принадлежат также статьи в «Полной энциклопедии русского сельского хозяйства», «Энциклопедическом словаре Брокгауза и Ефрона» («Земская статистика»), в сборнике «Влияние урожаев и хлебных цен» (под ред. профессоров А. И. Чупрова и А. Посникова) и другие. В 1886 году Фортунатов опубликовал работу «Сельскохозяйственная статистика в России», в которой дал исторический обзор источников и исследований по экономико-географическому изучению страны за длительный период времени. При изучении географии сельского хозяйства Фортунатов в течение многих лет выделял районы полевых культур по сочетанию трёх преобладающих в посевной площади культур (первый исторический обзор опытов разделения России на экономические регионы — 1896 г.). Первый раз с этой точки зрения он подверг анализу данные о посевных площадях России 1881 году и 1886 году, опубликовав свою работу «Районы русской полевой культуры». Важное значение имели библиографические обзоры, итоговые ежегодные обзоры земских статистических изданий.

Могила А. Ф. Фортунатова

Участвовал в статистических съездах 1919 и 1922 годов.
Умер от инфаркта 13 апреля 1925 года. Похоронен на кладбище в Тимирязевском парке.
Его сын Константин Алексеевич стал земским врачом; умер от тифа на фронте во время Первой мировой войны. Один из внуков, Фортунатов Игорь Константинович, окончил Сельскохозяйственную академию, стал агрономом, долго работал в Казахской ССР.

## Избранная библиография
А. Ф. Фортунатов является автором более 200 работ по земской статистике и географии сельского хозяйства. Основные его труды:
- Общий обзор земской статистики крестьянского хозяйства // Итоги экономического исследования России по данным земской статистики. — М.: Тип. А. И. Мамонтова, 1892. — Т. 1. Крестьянская община. — 600 с.
- «Сельскохозяйственная статистика Европейской России» (М., 1893);
- О статистике: Учеб. пособие / Сост. А. Ф. Фортунатов, проф. Моск. с.-х. ин-та (Петр. акад.). — М.: типо-лит. т-ва И. Н. Кушнерев и К°, 1907. — 53, [2] с.
  - 3-е изд., доп. — М.: Центральное статистич. управление, 1921. — 94 с.;

другие публикации А. Ф. Фортунатова
- О статистическом исследовании русских почв: (Сообщ., сдел. в заседании Агр. комис. при Моск. политехн. музее 17 дек. 1891 г.) — СПб.: тип. В. Демакова, [1891]. — 13 с.
- Управление имениями в губерниях С.-Петербургской и Тамбовской. — СПб.: тип. В. Демакова, [1892]. — 13 с.
- Районы русской полевой культуры: (Сообщено 18 марта 1892 г. в Стат. отд. Моск. юрид. о-ва). — СПб.: тип. В. Демакова, [1892]. — 14, [2] с.
- «Урожаи ржи в Европейской России» (М., 1893);
- «Население и хозяйство Австралии» (М., 1898);
- Итоги нескольких совещаний по вопросам земской статистики. — СПб.: тип. В. Демакова, [1900]. — 36 с.
- Зачем люди идут в высшую школу. Вступительная лекция для нескольких учебных заведений г. Москвы в сентябре 1910 г. — М.: тип. т-ва И. Н. Кушнерев и К°, 1910. — 19 с.
- Из географии и статистики подмосковных губерний — М.: Тип. Т-ва И. Д. Сытина, 1912. — 64 с.
- О студенческом творчестве: Вступ. лекция, прочит. в Петр.-Разум. и в нескол. учеб. заведениях Москвы в сент. 1911 г. — М.: тип. т-ва И. Н. Кушнерев и К°, 1912. — 15 с.
- О студенческом интересе: Вступ. лекция, прочит. 14 сент. 1914 г. в С.-х. ин-те, в Коммерч. ин-те, в Ун-те им. Шанявского, Имп. Техн. уч-ще и на Голиц. жен. с.-х. курсах. — М.: типо-лит. т-ва И. Н. Кушнерев и К°, 1915. — 15 с.

## Рекомендуемая литература
- Ф. 377. — 496 ед. хр.